# Thomas Campbell (ministro)
Thomas Campbell (1 de febrero de 1763-4 de enero de 1854) fue un ministro presbiteriano que se convirtió en un prominente reformador durante el Segundo Gran Despertar de Estados Unidos. Nacido en Down, Irlanda del Norte, comenzó un movimiento de restauración religiosa. Su trabajo fue continuado por su hijo Alexander Campbell. Su movimiento, conocido como Discípulos de Cristo, se fusionó con el movimiento similar liderado por Barton W. Stone para formar lo que se conoce como el Movimiento de Restauración.

## Primeros años
Thomas nació en el Condado de Down y fue criado como un anglicano. Fue nombrado ministro en la Iglesia Presbiteriana de Escocia en algún momento después de graduarse de la Universidad de Glasgow en 1786. Concluidos sus estudios en la Universidad, Campbell ingresó en una Escuela de Teología, donde estudió durante cinco años. En junio de 1787 se casó con Jane Corneigle, con la que tuvo siete hijos. Campbell dejó Irlanda y viajó a Estados Unidos en abril de 1807. Este movimiento fue impulsado por el Consejo de su médico de cambiar de clima.

## Participación en elMovimiento de Restauración
El 8 de abril de 1807, se trasladó a Pensilvania, en Estados Unidos. Cuando Thomas Campbell llegó fue recibido por la Iglesia Presbiteriana. Pero Campbell discrepaba de algunos ideales de esta y, en 1809, quedó oficialmente separado de ella. En el verano del mismo año, organizó una reunión en la que dio a conocer su determinación de dedicar el tiempo y las energías a predicar el retorno de los cristianos a las enseñanzas puras y simples de Cristo, y concluyó con lo que se convertiría el lema de las Iglesias del Movimiento: "Hablaremos donde la Biblia habla y callaremos donde la Biblia calla. Llamaremos las cosas bíblicas por sus nombres bíblicos". Este fue el inicio formal del Movimiento de Restauración.
El 7 de septiembre de aquel año, Campbell publicó "Declaración y Alocución", en el que fijó los principios para la unidad de los cristianos en un solo Cuerpo y bajo una sola autoridad. Este es uno de los escritos clásicos del Movimiento y de los más importantes. El 4 de mayo de 1811 se estableció la primera iglesia del Movimiento, en la que Thomas Campbell fue nombrado Anciano y su hijo, Alexander Campbell, predicó. Campbell siguió predicando junto a su hijo Alexander hasta que, en 1854, murió.

## Influencias teológicas
Thomas Campbell era un estudiante del filósofo John Locke. Mientras que explícitamente no usó el término "esencial", en "Declaración y Alocución", Campbell propone la misma solución a la división religiosa como había sido expuesto anteriormente por Herbert y Locke: "[R]educe la religión a un conjunto de elementos esenciales sobre los que podrían estar de acuerdo todas las personas razonables." Los "esenciales" que él identificó fueron esas prácticas para las que la Biblia proporciona "un 'Así dice el señor,' en términos expresos o aprobado precedentemente." A diferencia de Locke, quien vio los esfuerzos anteriores por los puritanos como inherentemente divisivos, Campbell abogó por "una restauración completa del cristianismo apostólico". Thomas creía que los credos sirvieron para dividir a los cristianos. También creía que la Biblia es suficientemente clara como para que cualquiera pueda entenderla y, por lo tanto, los credos eran innecesarios.
Thomas Campbell combina el enfoque de la Ilustración a la unidad con las tradiciones reformadas y puritanas de restauración. La Ilustración afectó el movimiento de Campbell de dos maneras. En primer lugar, que proporcionó la idea de la unidad de los cristianos podría lograrse mediante la búsqueda de un conjunto de elementos esenciales con los que toda la gente razonable podía estar de acuerdo. El segundo fue el concepto de una fe razonada que fue formulado y defendido sobre la base de un conjunto de hechos derivados de la Biblia.

## Eventos de su vida
- Nacido el 1 de febrero de 1763 en el Condado de Down, Irlanda.
- Inmigró a los Estados Unidos en 1807, instalándose en el oeste de Pensilvania.
- En 1809, Campbell publicó la "Declaración y Alocución", un documento indicando sus ideas sobre cómo debe practicarse la fe cristiana. Supuso el punto de partida para el movimiento Campbell–Stone, que condujo al desarrollo de los Discípulos de Cristo, las Iglesias de Cristo y las Iglesias Cristianas.
- En 1812 Thomas Campbell se unió a su hijo Alexander y comenzaron practicando bautismo por inmersión.
- Poco después de que su primogénito, Alexander Campbell, fuera ordenado en 1812, Thomas comenzó a apoyar a Alexander. Thomas eran generalmente menos radical que su hijo y su influencia supuso la estabilización del movimiento.
- Thomas murió el 4 de enero de 1854 en Bethany, Virginia Occidental y fue enterrado junto a su esposa en el cementerio familiar de los Campbell.